# Pacte de Björkö
Pour les articles homonymes, voir Björkö.

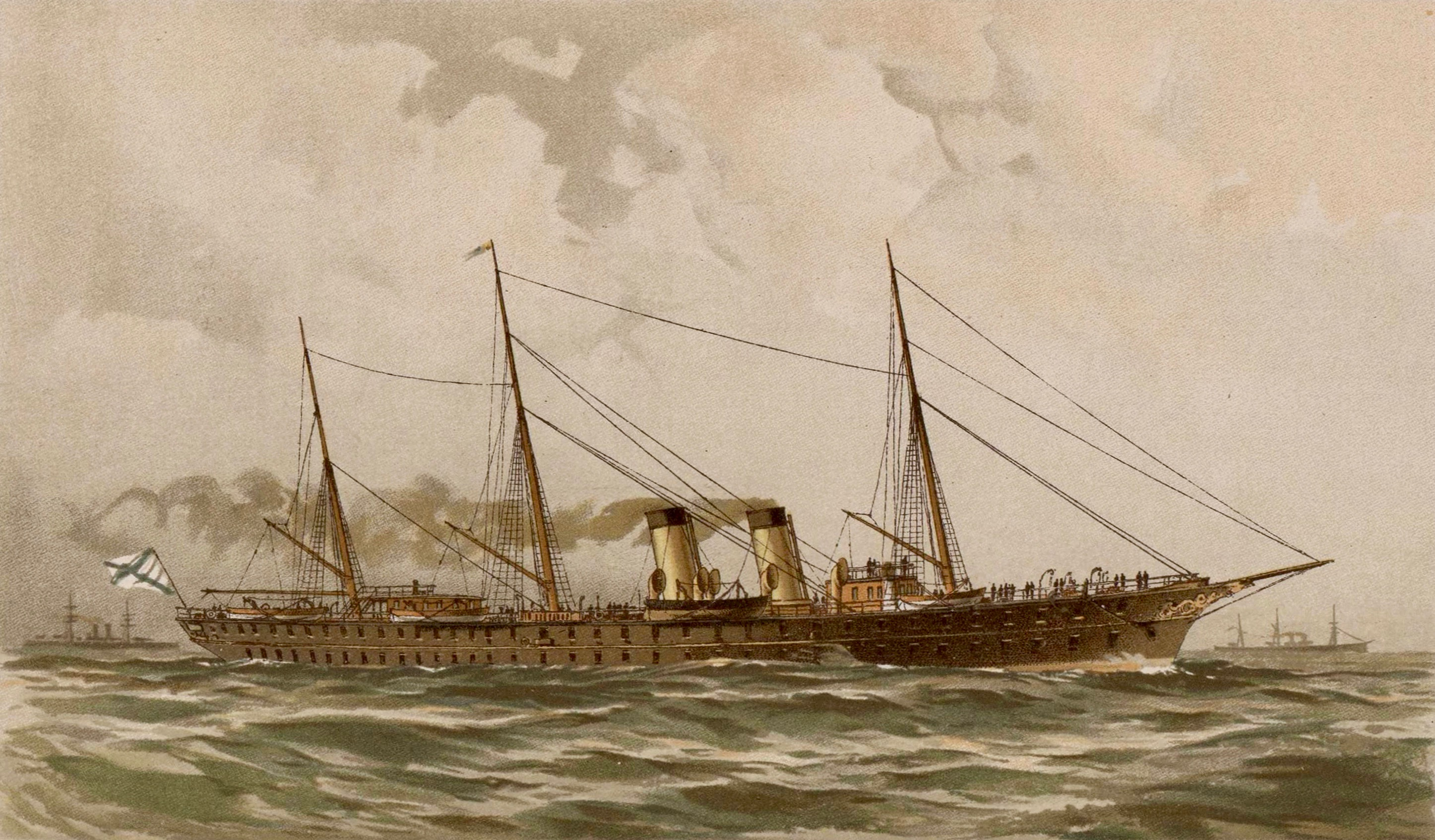
LÉtoile polaire, sur lequel dinent les deux souverains.

Le pacte de Björkö est un accord secret de défense mutuelle signé par l'empereur Nicolas II de Russie et son cousin le kaiser Guillaume II, le 11 juillet 1905 (24 juillet dans le calendrier grégorien) à bord de l'Étoile polaire. En raison de l'opposition des principaux ministres russes, cet accord est dénoncé par le Tsar et n'entre pas en vigueur.

## Contexte

### Affaiblissement russe
En pleine guerre russo-japonaise, la Russie est affaiblie militairement, alors que le Royaume-Uni soutient le Japon et que la France adopte officiellement une attitude neutre. Ce traité est dirigé en premier chef contre le Royaume-Uni, éternel adversaire du Grand Jeu en Asie et redonne l'initiative à la Russie dans son alliance avec la France.

### Visite de Guillaume II en Finlande

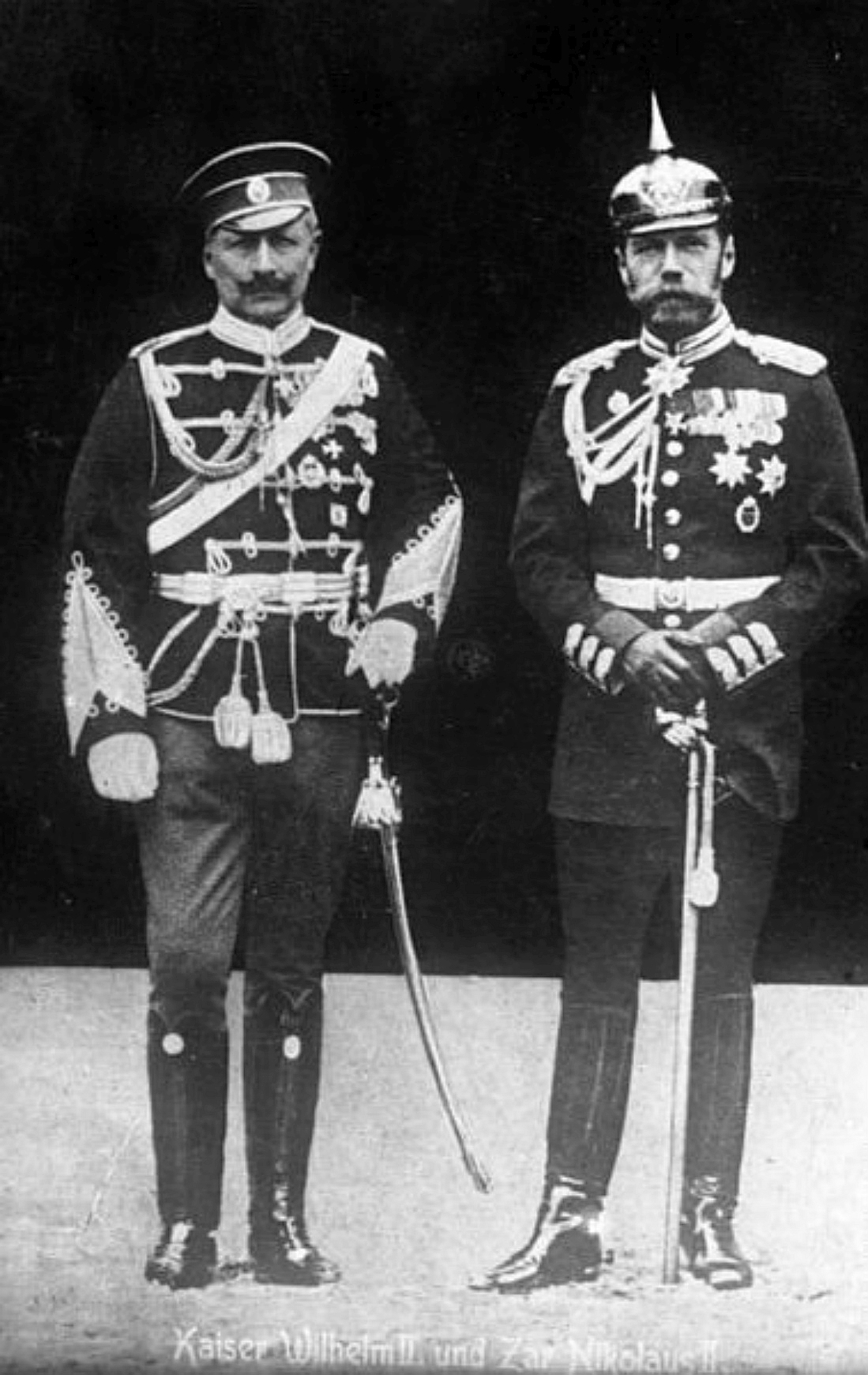
Guillaume II et Nicolas II, en 1905 : les deux souverains ont échangé leur uniforme respectif.

Guillaume II organise cette visite quatre jours avant en envoyant un télégramme à son cousin l'empereur de Russie, lui proposant une entrevue secrète. Le dimanche 23 juillet, le Kaiser arrive de la baie de Vyborg au large de l'île de Björkö (appartenant au grand-duché de Finlande, dépendant de l'Empire russe) à bord de son yacht, le SMY Hohenzollern et jette l'ancre à côté du yacht de Nicolas II, l'Étoile polaire[réf. incomplète].

## Négociations

### Rencontre entre les deux empereurs
Alors que les deux yachts sont amarrés l'un à l'autre, le tsar et le kaiser se rencontrent en tête à tête, après un dîner sur le navire russe.

### Signature
Exploitant la situation, Guillaume II parvient à faire signer à Nicolas II un projet de traité d'alliance entrant en application dès la fin de la guerre russo-japonaise.
À l'issue de ces échanges, tendus, le projet est transmis aux diplomates russes.

## Clauses du pacte

### Alliance germano-russe
Ce traité d'alliance a été préparé par le chancelier du Reich, Bernhard von Bülow.
Cependant, à la dernière minute, une modification est introduite par le Kaiser en personne qui remet en cause l'architecture du texte proposé par son ministre.
De plus, ce n'est qu'après l'entrée en vigueur du pacte que la Russie doit le communiquer à la France.

### Dénonciation de l'alliance franco-russe
Dans les faits, cette alliance germano-russe remet en cause les textes liant la Russie russe à la France.

## Conséquences
Ce pacte, à peine signé par les deux monarques, est cependant rapidement remis en cause par les ministres russes, favorables au maintien de l'Alliance franco-russe. En effet, il apparaît rapidement que les échanges informels entre monarques n'ont plus la même importance pour redéfinir la politique étrangère des grands États européens.

### Hostilité russe
Ainsi, le comte de Witte et le comte Lambsdorff, informés ni des négociations ni de la signature du texte, se désolidarisent de leur souverain. En effet, ils n'acceptent les clauses signées par le tsar que si elles sont approuvées par la France.
De plus, sans en révéler la teneur, les diplomates russes en poste à Paris, appuyés par le ministre russe des Affaires étrangères, mettent tout en œuvre pour empêcher le pacte de rentrer en application : ils présentent à Maurice Rouvier, alors président du Conseil et ministre des Affaires étrangères français, une requête savamment étudiée pour être repoussée, l'association du Reich à l'alliance franco-russe.

### Les Russes et le pacte
Au cours des semaines qui suivent, les diplomates russes s'attachent à convaincre le tsar des inconvénients de continuer dans la voie de l'alliance avec le Reich.
Tout d'abord, ces diplomates mettent en avant la dépendance dans laquelle serait placée la Russie à l'égard du Reich.
Ensuite, l'empire des tsars se verrait fermé le marché de capitaux français, le seul à être en mesure de satisfaire les demandes russes de financement de son développement économique.
Enfin, les Russes devraient affronter une coalition franco-anglaise qui s'opposerait par tous les moyens à la politique russe de pénétration économique et politique en Asie.

### Dénonciation
Le tsar, qui n'est pas convaincu de cette alliance, se range à leur avis, à la consternation du kaiser.
Ainsi, le 23 novembre 1905, Nicolas II écrit à Guillaume II pour dégager sa signature du texte qu'il avait signé quelques semaines plus tôt.

### Renforcement des liens anglo-franco-russes
Face aux menées allemandes, symbolisées par la diplomatie personnelle voulue par Guillaume II, les Français et les Britanniques resserrent les liens qui les unissent à la Russie.
En effet, ces pays se partagent les zones de frictions en zones d'influences, les Britanniques évacuant le Tibet, le Royaume-Uni et la Russie se partageant la Perse tout en maintenant une zone neutre au centre du pays.
Enfin, le rapprochement germano-russe inquiète les libéraux et les démocrates de toute l'Europe, en recréant un axe européen conservateur autour du Reich et de la Russie.

## Publicité du pacte
Le texte, destiné à demeurer secret, n'a pas été rendu public sur le moment. Cependant, le changement de pouvoir en Russie modifie les règles diplomatiques en usage. Ainsi, dès le mois de décembre 1917, le conseil des commissaires du peuple, constitué à la suite de la révolution d'Octobre, rendent le texte public.

### Texte
Le pacte secret comprend quatre articles signés par les deux empereurs et contresignés par le comte von Tschirschky, le comte Alexandre von Benckendorff, et le ministre de la marine, Alexeï Biriliov.[réf. nécessaire]

« Leurs Majestés Impériales, l'empereur de toutes les Russies d'un côté et l'empereur d'Allemagne de l'autre, afin d'assurer la paix en Europe se sont accordées sur les points suivants du traité ci-dessous, relatif à une alliance défensive :
- Article I : si un État européen attaque l'un des deux empires, la partie alliée s'engage à aider l'autre partie contractante avec toutes ses forces militaires et navales.
- Article II : les hautes parties contractantes s'engagent à ne conclure aucune paix séparée avec un ennemi commun.
- Article III : le présent traité prend effet à partir du moment de la conclusion de la paix entre la Russie et le Japon et peut être dénoncé par notification un an à l'avance.
- Article IV : quand ce traité prend effet, la Russie entreprend les démarches nécessaires pour en informer la France et proposer à cette dernière d'y adhérer en tant qu'alliée. »

### Publication
Les termes du pacte sont repris dans la presse, dans un premier temps le 29 décembre 1917 dans les Izvestia, puis, le 31 décembre, par l'Excelsior à Paris.[réf. souhaitée]